# Eugenie Besserer
Eugenie Besserer est une actrice américaine, née le 25 décembre 1868 à Watertown, État de New York, et morte le 28 mai 1934 à Los Angeles, en Californie (États-Unis).

## Filmographie

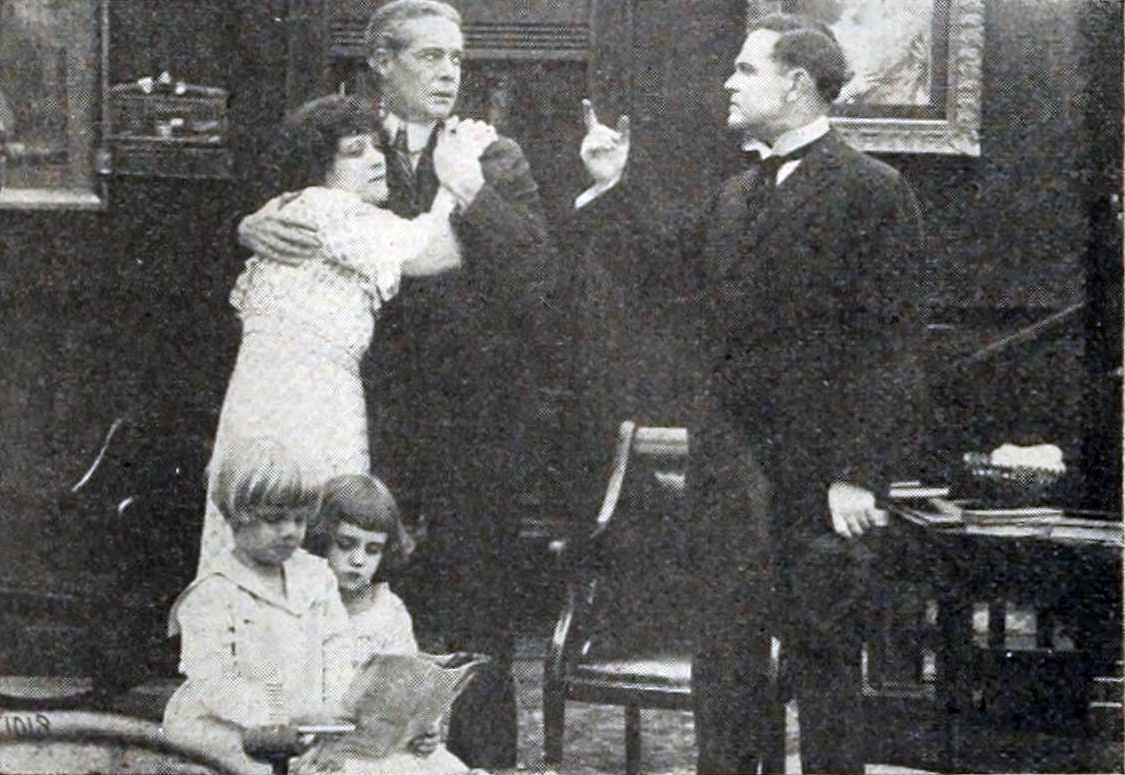
The Sacrifice (1916)

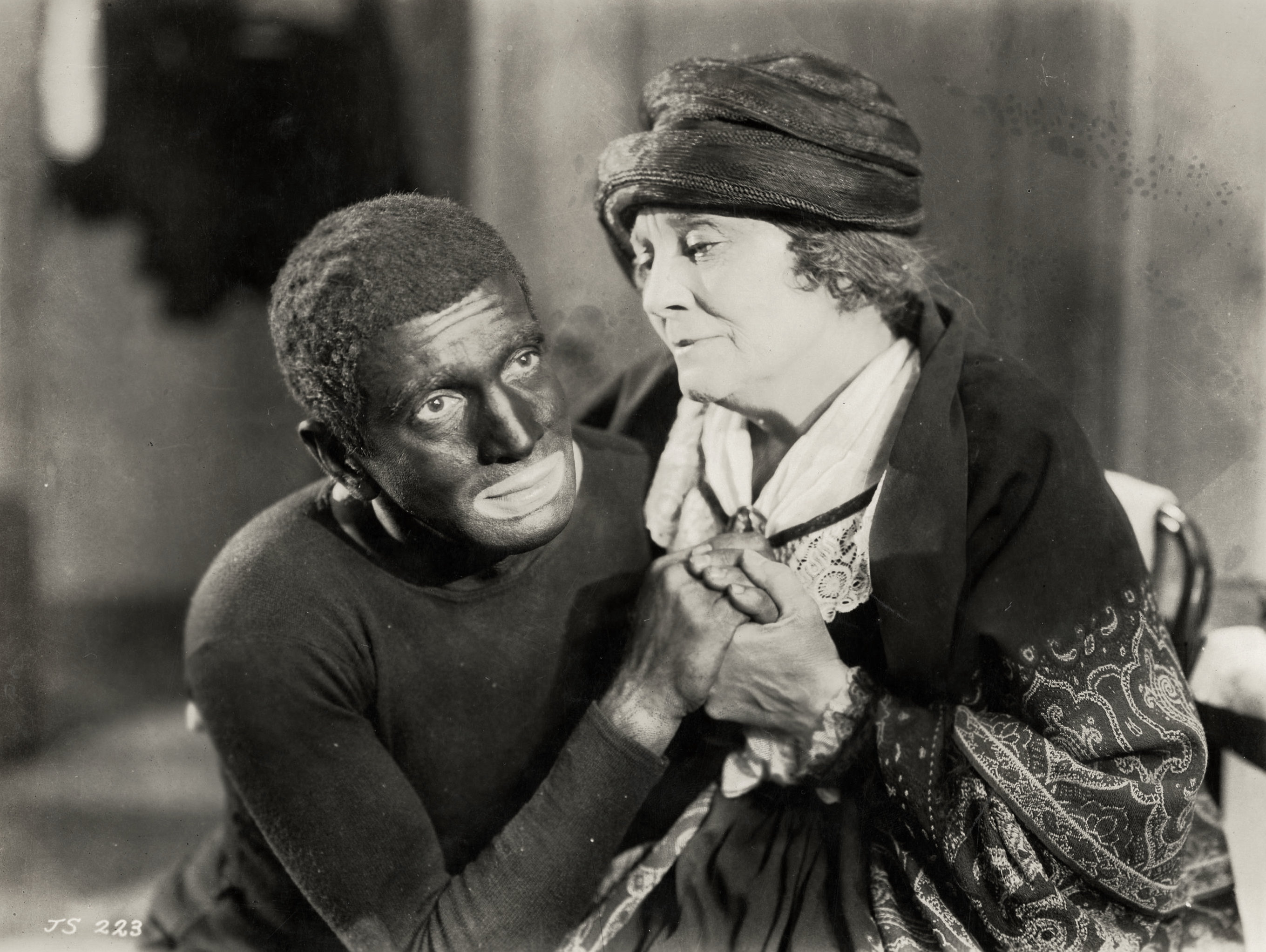
Al Jolson et Eugenie Besserer dans Le Chanteur de jazz (1927).

### Années 1910
- 1910 : Le Magicien d'Oz (The Wonderful Wizard of Oz) : Tante Em
- 1911 : The Mother
- 1911 : The Still Alarm
- 1911 : Stability vs. Nobility
- 1911 : One of Nature's Noblemen
- 1911 : A Sacrifice to Civilization
- 1911 : The Craven Heart
- 1911 : It Happened in the West
- 1911 : The Profligate
- 1911 : Slick's Romance
- 1911 : Their Only Son
- 1911 : The Regeneration of Apache Kid
- 1911 : In the Shadow of the Pines de Hobart Bosworth
- 1911 : The Blacksmith's Love
- 1911 : Old Billy
- 1911 : The Bootlegger
- 1911 : An Evil Power
- 1911 : George Warrington's Escape : Madame Esmond Warrington
- 1912 : The Cowboy's Adopted Child
- 1912 : Bunkie
- 1912 : Disillusioned
- 1912 : The Peacemaker, de Francis Boggs
- 1912 : The Danites
- 1912 : As Told by Princess Bess
- 1912 : The Junior Officer
- 1912 : Me an' Bill
- 1912 : The End of the Romance : Alice Gray
- 1912 : The Hand of Fate
- 1912 : A Child of the Wilderness
- 1912 : In Exile
- 1912 : The Lake of Dreams
- 1912 : His Masterpiece
- 1912 : The Little Indian Martyr
- 1912 : Sergeant Byrne of the Northwest Mounted Police
- 1912 : The Indelible Stain
- 1912 : Partners
- 1912 : The Pity of It
- 1912 : The Substitute Model
- 1912 : Monte Cristo : Mercedes
- 1912 : His Wedding Eve
- 1912 : Old Songs and Memories
- 1912 : Opitsah: Apache for Sweetheart
- 1912 : The Vintage of Fate
- 1912 : The Millionaire Vagabonds : Madame Knobhill
- 1912 : Sammy Orpheus ou The Pied Piper of the Jungle
- 1912 : The Last of Her Tribe
- 1913 : The Governor's Daughter
- 1913 : The Spanish Parrot Girl : Madame Avery
- 1913 : Diverging Paths
- 1913 : Love Before Ten : Madame Walters
- 1913 : Dollar Down, Dollar a Week
- 1913 : In the Days of Witchcraft
- 1913 : Lieutenant Jones
- 1913 : Indian Summer
- 1913 : Wamba, a Child of the Jungle
- 1913 : The Ne'er to Return Road
- 1913 : The Girl and the Judge
- 1913 : A Flag of Two Wars
- 1913 : Woman: Past and Present : Grand-mère Amérique
- 1913 : The Fighting Lieutenant
- 1913 : In God We Trust
- 1913 : The Unseen Defense
- 1913 : The Acid Test
- 1913 : Fate Fashions a Letter
- 1913 : Only Five Years Old de Lem B. Parker
- 1913 : The Probationer : Grand-maman
- 1913 : Phantoms : Natalie Storm
- 1913 : The Master of the Garden
- 1914 : Memories : Mary, la petite amie du professeur Scott
- 1914 : Elizabeth's Prayer : Hilda Crosby, une actrice sans scrupules
- 1914 : The Salvation of Nance O'Shaughnessy
- 1914 : The Fire Jugglers
- 1914 : Me an' Bill
- 1914 : His Fight
- 1914 : The Man in Black
- 1914 : Ye Vengeful Vagabonds
- 1914 : Hearts and Masks
- 1914 : The Tragedy That Lived
- 1914 : The Story of the Blood Red Rose : la reine d'Uranie
- 1915 : Poetic Justice of Omar Khan
- 1915 : The Vision of the Shepherd
- 1915 : The Carpet from Bagdad : madame Chedsoye
- 1915 : Ingratitude of Liz Taylor
- 1915 : The Rosary : la veuve Kelly
- 1915 : The Circular Staircase : Tante Ray
- 1915 : The Bridge of Time de Frank Beal
- 1915 : Just as I Am
- 1915 : I'm Glad My Boy Grew Up to Be a Soldier : Madame Warrington
- 1916 : The Devil-in-Chief
- 1916 : Thou Shalt Not Covet : L'épouse
- 1916 : The Grinning Skull
- 1916 : A Social Deception
- 1916 : The Woman Who Did Not Care
- 1916 : The Temptation of Adam
- 1916 : Twisted Trails : Martha, la gouvernante
- 1916 : The Garden of Allah : Lady Rens
- 1916 : The Crisis
- 1917 : In After Years
- 1917 : Beware of Strangers : Mary DeLacy
- 1917 : Little Lost Sister : madame Welcome
- 1917 : Her Salvation
- 1917 : The Witness for the State
- 1917 : The Curse of Eve : la mère
- 1917 : Who Shall Take My Life? : Madame Munroe
- 1918 : Little Orphant Annie de Colin Campbell : madame Goode
- 1918 : Daniel le conquérant (The City of Purple Dreams) de Colin Campbell
- 1918 : The Still Alarm
- 1918 : A Hoosier Romance : l'épouse de l'écuyer
- 1918 : Pour les beaux yeux de Mary (The Eyes of Julia Deep) de Lloyd Ingraham : madame Lowe
- 1918 : The Road Through the Dark : tante Julie
- 1918 : The Sea Flower : Kealani
- 1919 : Ravished Armenia
- 1919 : Turning the Tables : madame Feverill
- 1919 : Le Calvaire d'une mère (Scarlet Days) de D.W. Griffith : Rosie Nell
- 1919 : Justice (The Greatest Question) : madame Hilton

### Années 1920
- 1920 : The Fighting Shepherdess : Jezebel
- 1920 : The Gift Supreme : Martha Vinton
- 1920 : For the Soul of Rafael : Dona Luisa
- 1920 : The Brand of Lopez : Señora Castillo
- 1920 : Fickle Women : Madame Price
- 1920 : Seeds of Vengeance : Judith Cree
- 1920 : Les Surprises d'un héritage (45 Minutes from Broadway) de Joseph De Grasse : Madame David Dean
- 1920 : The Scoffer : L'épouse de Boorman
- 1920 : What Happened to Rosa : Madame O'Donnelly
- 1921 : The Breaking Point : Madame Janeway
- 1921 : Good Women de Louis Gasnier : Emmeline Shelby
- 1921 : The Sin of Martha Queed : Alicia Queed
- 1921 : Molly O' : Antonia Bacigalupi
- 1921 : The Light in the Clearing
- 1922 : The Rosary : Kathleen Wilson, la veuve
- 1922 : Penrod (en)
- 1922 : Kindred of the Dust : Madame McKaye
- 1922 : The Hands of Nara : Madame Claveloux
- 1922 : June Madness : Madame Whitmore
- 1922 : The Strangers' Banquet : Madame McPherson
- 1923 : The Lonely Road : Martha True
- 1923 : Her Reputation : Madame Cervanez
- 1923 : The Rendezvous : Nini
- 1923 : Anna Christie : Marthy
- 1923 : Enemies of Children
- 1924 : Bread : Madame Sturgis
- 1924 : The Price She Paid : Madame Elton Gower
- 1925 : A Fool and His Money d'Erle C. Kenton : La mère
- 1925 : Friendly Enemies
- 1925 : Les Confessions d'une reine (Confessions of a Queen) : Eleonora
- 1925 : Le Prix d'une folie (The Coast of Folly) : La nourrice
- 1925 : The Circle : Lady Catherine « Kitty » Cheney
- 1925 : Wandering Footsteps : Elizabeth Stuyvesant Whitney
- 1925 : Bright Lights : La mère de Patsy
- 1926 : The Skyrocket : La costumière
- 1926 : Kiki de Clarence Brown : La tenancière
- 1926 : Winning the Futurity : Mary Allen
- 1926 : The Millionaire Policeman : Madame Gray
- 1926 : The Fire Brigade : Madame O'Neil
- 1926 : La Chair et le Diable (Flesh and the Devil) : La mère de Leo
- 1927 : Wandering Girls : La mère de Peggy
- 1927 : The Night of Love : La gitane
- 1927 : Le Roman de Manon : La tenancière
- 1927 : Captain Salvation : Madame Buxom
- 1927 : Slightly Used : Tante Lydia
- 1927 : Le Chanteur de jazz (The Jazz Singer) : Sara Rabinowitz
- 1928 : Drums of Love de D. W. Griffith : La duchesse de Alvia
- 1928 : Le Masque de cuir (Two Lovers) : Madame Van Rycke
- 1928 : Yellow Lily : L'archiduchesse
- 1928 : Ciel de gloire de George Fitzmaurice : Madame Berthelot
- 1928 : Au fil de la vie (A Lady of Chance) de Robert Z. Leonard : Madame Crandall
- 1929 : The Bridge of San Luis Rey : Une nonne
- 1929 : L'Assommeur (Thunderbolt) : Madame Morgan
- 1929 : Madame X : Rose, la domestique des Floriot
- 1929 : Whispering Winds : La mère de Jim
- 1929 : Coureur (Speedway) de Harry Beaumont : Madame MacDonald
- 1929 : Fast Company : Madame Kane
- 1929 : Illusion : Madame Jacob Schmittlap
- 1929 : Mister Antonio : Madame Jorny
- 1929 : Seven Faces : Madame Vallon

### Années 1930
- 1930 : A Royal Romance : la mère
- 1930 : In Gay Madrid : Doña Generosa
- 1930 : Les Amours d'une courtisane (Du Barry, Woman of Passion) de Sam Taylor : Rosalie / la gardienne de prison
- 1932 : Scarface : un membre de la commission
- 1932 : Six Hours to Live
- 1933 : To the Last Man : grand-mère Spelvin